# Orden de Mayo
La Orden de Mayo es una distinción que otorga la República Argentina hacia todos los que con su esfuerzo contribuyen al progreso, al bienestar, a la cultura y al buen entendimiento y solidaridad internacionales. Debe su nombre a la Revolución de Mayo, que inició la construcción del Estado moderno.

## Historia
Fue creada como Orden al Mérito por Decreto Nº 8506/46 de 1946. Es la segunda orden otorgada por el Estado argentino (antes, en 1943, había sido creada la Orden del Libertador San Martín).
En 1957 la reglamentación de las dos órdenes fueron modificados y la Orden al Mérito pasó a llamarse Orden de Mayo, para diferenciarse de las muchas órdenes homónimas que otorgan otros Estados, por Decreto N° 16.629, que además la dividió en las clases Al Mérito, Al Mérito Militar, Al Mérito Naval y Al Mérito Aeronáutico.
En 1958 la reglamentación fue nuevamente modificada y el grado Collar de la clase Al Mérito fue abolido.

## Capítulo de la Orden
La Orden está a cargo de un Consejo integrado por los ministros de Relaciones Exteriores y Culto y Defensa que es presidido por el Gran Maestre de la Orden, el Presidente de la Nación, siendo el primero de los mencionados ministros el Gran Canciller de la Orden. El Gran Maestre es quien confiere la condecoración. La sede de la Orden es el edificio del Ministerio de Relaciones Exteriores y Culto. Hay un Secretario General y un Secretario de Actas, cargos que serán desempeñados por el Introductor de Embajadores y por el Escribano de Gobierno, respectivamente.

## Grados
Desde la reglamentación de 1958, puede ser concedida tanto a argentinos como a extranjeros. Posee diversos grados (de mayor a menor orden):
 Gran Cruz
Los recompensados con la Gran Cruz, usarán la banda de derecha a izquierda, de la cual pende la insignia de la Orden, además de una placa que deberá llevarse en el lado izquierdo del pecho. La reciben Vicepresidentes, Presidentes de Poderes, Ministros del Poder Ejecutivo, Ministros de la Corte Suprema, Embajadores Extraordinarios y Plenipotenciarios, Comandantes en Jefe, Tenientes Generales, Almirantes, Brigadieres Generales, Presidente de Asambleas Nacionales y demás funcionarios de categorías equivalentes. Imágenes del grado Gran Cruz. (enlace roto disponible en Internet Archive; véase el historial, la primera versión y la última).
 Gran Oficial
Los distinguidos con el cargo de Gran Oficial llevarán la placa en el lado izquierdo del pecho. La reciben Miembros de Asambleas Legislativas, Enviados Extraordinarios y Ministros Plenipotenciarios, Ministros Consejeros, Generales de División y de Brigada, Vicealmirantes y Contraalmirantes, Brigadieres Mayores y Brigadieres, y demás funcionarios de categorías equivalentes. Imágenes del grado Gran Oficial. (enlace roto disponible en Internet Archive; véase el historial, la primera versión y la última).
 Comendador
Los Comendadores usarán la medalla pendiendo de una cinta sujeta al cuello. La reciben Encargados de Negocios, Consejeros y Cónsules Generales, Coroneles y Tenientes Coroneles, Capitanes de Navío y Fragata, Comodoros y Vicecomodoros y demás funcionarios de categorías equivalentes. Imágenes del grado Comendador. (enlace roto disponible en Internet Archive; véase el historial, la primera versión y la última).
 Oficial
Los Oficiales usarán la medalla pendiendo de una cinta del lado izquierdo del pecho. La reciben Secretarios y Cónsules, Mayores y Capitanes de Ejército, Capitanes de Corbeta y Tenientes de Navío, Comandantes y Capitanes de Aeronáutica y demás funcionarios de categorías equivalentes. Imágenes del grado Oficial. (enlace roto disponible en Internet Archive; véase el historial, la primera versión y la última).
 Caballero
Los Caballeros usarán la medalla pendiendo de una cinta del lado izquierdo del pecho. La reciben Agregados y Vicecónsules, Oficiales de las Fuerzas Armadas de grados inferiores a los anteriormente citados y demás funcionarios de categorías equivalentes. Imágenes del grado Caballero. (enlace roto disponible en Internet Archive; véase el historial, la primera versión y la última).
Las categorías de la Orden, de Gran Cruz a Caballero, serán testimoniadas por un Diploma que firmará el Gran Maestre de la Orden y que refrendará el ministro que haya propuesto la condecoración. El Secretario General será el encargado de la confección de los diplomas correspondientes. El Diploma se entregará al beneficiario con la insignia correspondiente y un ejemplar conteniendo la Ley y el Reglamento.

## Casos de retiro de la Orden de Mayo por indignidad
La condecoración se puede recibir más de una vez; por ejemplo, el dictador chileno Augusto Pinochet fue condecorado con la Gran Cruz de la Orden de Mayo dos veces, una por Isabel Perón y otra por Carlos Menem, en las categorías Al Mérito Militar y Al Mérito, respectivamente. No obstante, en septiembre de 2023, mediante un decreto, el presidente Alberto Fernández despojó a título póstumo a Augusto Pinochet de los honores representados por la Orden de Mayo, el Gran Collar de la Orden del Libertador San Martín y la Orden del Mérito Militar, otorgadas entre 1973 y 1993 por ser párticipe del golpe de Estado contra Salvador Allende y ser culpable de delitos de lesa-humanidad.

## Listado de Personas que recibieron la Orden de Mayo

### Gran Cruz
- Giuseppe Manzo Embajador de Italia en Argentina (2018-2022)
- Emma Bonino (Política italiana y parlamentaria europea)
- Valentín Paniagua (Presidente de Perú 2000-2001)[6]
- Amr Musa (Secretario General de la Liga Árabe 2001-2011)[7]
- Manuel Rodríguez Cuadros (Ministro de Relaciones Exteriores de Perú 2003-2005)[8]
- Ara Aivazian (embajador de Armenia en Argentina 1999-2006)[9]
- Gert Rosenthal (Ministerio de Relaciones Exteriores de Guatemala 2006-2008)[10]
- Vilma Socorro Martínez (embajador de los Estados Unidos en Argentina 2009-2013)[11]
- Guido Walter La Tella (embajador de Italia en Argentina 2010-2013)[12]
- Milenko Skoknic Tapia (embajador de Chile en Argentina 2013-2014)[13]
- Hein Juriaan De Vries (embajador del Reino de los Países Bajos en Argentina 2010-2014)[14]
- Felipe VI (Rey de España 2014-presente)[15]
- Sergei Ryabkov (vicecanciller de Rusia 2008-presente)[16]
- Reina Sonia de Noruega[17]
- Marcelo Díaz, embajador de Chile en Argentina 2014-2015.

### Gran Oficial
- Sir Sigmund Sternberg (filántropo británico)[18]
- Luis Martí Mingarro (defensor de los Derechos Humanos)[19]
- Jean-Luc Mélenchon[20]

### Comendador
- Heinz F. Dressel (defensor de los Derechos Humanos)[21]
- Sophie Thonon (defensora de los Derechos Humanos)[22]
- Rev. Charles Harper (defensor de los Derechos Humanos)[23]
- Cruz Melchor Eya Nchama (defensor de los Derechos Humanos y colaborador de las Abuelas de Plaza de Mayo)[24]
- Jesús Huerta de Soto (economista español, profesor)[25]

### Oficial
- Rick Jolly (oficial británico de la Guerra de las Malvinas)[26]

### Caballero
- Vilma Gonzáles de Urbina, con la Orden de Mayo en el Grado de Caballero a los 33 años de leal desempeño en la Residencia de la Embajada Argentina en Nicaragua durante la gestión de 9 embajadores[27]
- Ruperto Guillermo Tobar Rebolledo, condecorado con la Orden de Mayo en el Grado de Caballero por sus méritos en Derechos Humanos durante la dictadura militar de Chile y el asilo político a chilenos en la residencia Argentina, y por su leal desempeño a los 50 años de servicio al Consulado Argentino en Chile.[28][29]